# Begonia cumingii
Espèce
Synonymes
- Begonia philippinensis A.DC.[2]

Begonia cumingii est une espèce de plantes de la famille des Begoniaceae.
L'espèce fait partie de la section Petermannia.
Elle a été décrite en 1854 par Asa Gray (1810-1888).

## Répartition géographique
Cette espèce est originaire du pays suivant : Philippines.